# George B. Kauffman
George B. Kauffman (Filadelfia, 4 de septiembre de 1930-Fresno, 2 de mayo de 2020) fue un químico e historiador de la química estadounidense,  especializado en el estudio de la química de coordinación.

## Biografía
Licenciado en química con honores por la Universidad de Pensilvania en 1951y el doctorado por la Universidad de Florida en 1956. Ejerció como docente en la Universidad de Texas entre 1955 y 1956; al tiempo que ocupó el cargo de químico en el departamento de investigación de la Humble Oil and Refining Company en 1955, y de General Electric entre 1957 y 1959.
Fue autor de diecisiete obras entre ellas Alfred Werner, Founder of Coordination Chemistry (Springer-Verlag, 1966), sobre Alfred Werner, o Inorganic coordination compounds (John Wiley & Sons, 1981). También ha sido editor de la trilogía Classics in Coordination Chemistry, Part I: The Selected Papers of Alfred Werner (Dover Publications, 1968), Classics in Coordination Chemistry. Part II: Selected Papers (1798-1899) (Dover Publications, 1976) y Classics in Coordination Chemistry. Part III: Twentieth-Century Papers (1904-1935) (Dover Publications, 1978), así como de Teaching the History of Chemistry, A Symposium (1968) o Coordination Chemistry. A Century of Progress (1994). Como articulista publicó más de 3 000 artículos enciclopédicos en el campo de la educación quiímica. Le fue concedida una Beca Guggenheim en 1972.
Falleció en su domicilio en Fresno a los ochenta y nueve años, el 2 de mayo de 2020.

## Premios y reconocimientos
Entre los premios y los reconocimientos recibidos se encuentran los siguientes:
- 1948, Science Talent Search
- Medalla del Instituto de Química General e Inorgánica de Kurnakov NS, (tres ocasiones).
- Medalla de la Academia de las Ciencias de la URSS: medalla Chugaev (1976), Kurnakov (1990) y Chernayaev (1991).
- 1984, Premio al Servicio al Mérito Excepcional.
- 1992, Medalla Marc-Auguste Pictet de la Sociedad de Física e historia Natural de Génova.
- 1993, Premio George S. Pimentel en Educación Química.
- 1994, Disticción President's Medal de la CSUF.
- 2000, premio ACS a la investigación.
- 2002, miembro de la Asociación estadounidense para el Avance de la Ciencia (AAAS).
- Premio Dexter por los estudios realizados sobre Alfred Werner y las publicaciones sobre los mismos.